# Alexander Andrejewitsch Wokatsch
Alexander Andrejewitsch Wokatsch (russisch Александр Андреевич Вокач; * 21. März 1926 in Moskau, RSFSR, Sowjetunion; † 1. Oktober 1989 ebenda) war ein sowjetischer Theater-, Filmschauspieler, Theaterregisseur sowie Verdienter Künstler der RSFSR (1968) als auch Volkskünstler der RSFSR (1987). Wokatsch war besonders für die Hauptrolle in der Komödie Datscha als auch für seine Rollen in den Filmen Eta wesjolaja planeta (OT: Эта весёлая планета), Geboren für die Revolution (OT: Рождённая революцией), Die Flucht von Mr. McKinley (OT: Бегство мистера Мак-Кинли) und Zwei Kapitäne (OT: Два капитана) bekannt.

## Biografie
Alexander Andrejewitsch Wokatsch wurde am 21. März 1926 in Moskau in eine Lehrerfamilie geboren. Alexanders Vater war Andrej Igorewitsch Wokatsch, welcher als Lehrer für Physik und Mechanik am MIIT tätig war. Seine Mutter war Sofja Andrejewna Wokatsch, welche als Mathematiklehrerin an einer allgemeinbildenden Schule arbeitete. 1943 beendete Wokatsch die Schule und trat der Schauspielabteilung am GITIS bei, um sich zum Schauspieler ausbilden zu lassen. 1944 meldete er sich freiwillig zur Front, wo er auch nach dem Krieg, bis 1947 bei den sowjetischen Luftstreitkräften diente.
1951 machte er seinen Abschluss an der GITIS und wurde Schauspieler des Kurgansker Regionaltheaters.
Ab 1957 war er als Schauspieler im Kalininer Dramatheater tätig. Bald begann er, Aufführungen wie das Theaterstück Mein Marat (OT: Мой бедный Марат) von Alexei Nikolajewitsch Arbusow selbst zu inszenieren.
Von 1968 bis 1971 war er Direktor des Kalininer Dramatheaters. Parallel war Wokatsch Regisseur der Inszenierungen von Wessen Leben ist das? (OT: Чья это жизнь) von D. M. Cholendro, Der Diplomat (OT: Дипломат) von S. I. Aljoschin sowie Der alte Mann (OT: Старик) von Maxim Gorki.
Seine erste Filmarbeit war die Rolle des Herzogs von Cornwall in dem Film König Lear (OT: Король Лир) von Grigori Michailowitsch Kosinzew  im Jahr 1970. Nach den Dreharbeiten für Kosinzews Film lud seine Drehpartnerin Galina Woltschek Wokatsch ins Sowremennik-Theater ein.
Von 1971 bis zum Tod des Schauspielers arbeitete Wokatsch im Moskauer Sowremennik-Theater.
1987 erlitt der Schauspieler einen Herzinfarkt. Entgegen den Wünschen seiner Verwandten verließ Alexander Andrejewitsch den anstrengenden Schauspielberuf nicht und verstarb am 1. Oktober 1989 in Moskau. Wokatsch wurde wenige Tage nach seinem Ableben im 5. Grundstück des Kunzewoer Friedhofs beerdigt.

## Privatleben
Wokatsch lebte und arbeitete in Moskau. Er war mit der Schauspielerin des Kalininer Dramatheaters Tatjana Fjodorowna Bisjajewa verheiratet. Aus der Ehe entstammt der Sohn Andrej (* 1960). Alexander Wokatsch war in seiner Freizeit ein leidenschaftlicher Angler.

## Filmografie (Auswahl)
- 1973 Eta wesjolaja planeta – Pal Palitsch, Veranstalter
- 1979 Jeralasch №19 "Podhalim" – Vater
- 1980 Die Nachtigall – Kanzler Krab